# Klášter (zámek)
Zámek Klášter, někdy označovaný i jako Zámek Vilémov, je pozdně barokní zámek v Klášteře, části obce Vilémov u Golčova Jeníkova v okrese Havlíčkův Brod. Zámek s čestným dvorem, bývalou kočárovnou, zahradním pavilonem a rozlehlým parkem je majetkem rodiny Rajských z Dubnice a není veřejnosti běžně přístupný. V roce 1963 byl zapsán do státního seznamu kulturních památek.

## Historie
V lokalitě byl ve 12. století vybudován Vilémovský klášter, jeden z největších benediktinských klášterů ve střední Evropě. V roce 1278 byl klášter vypálen vojsky Rudolfa Habsburského a v roce 1421 byl dobyt husitskými vojsky. Klášter byl zrušen roku 1575 a císař Rudolf II. zpustlé budovy s okolními pozemky prodal. Na ruinách klášterních budov vznikla nejprve roku 1578 tvrz. V 17. století získali panství Caretto-Milesimové a kolem roku 1689 tu nechal Václav Ferdinand Caretto-Millessimo (po 1659–1740) vystavět zámek. Ten pak byl přestavěn do své nynější barokní podoby podle plánů pražského architekta Jana Josefa Wircha (ten pravděpodobně předpokládal vícekřídlou dispozici, ale realizováno bylo pouze jedno křídlo).
V roce 1852 česká větev Carretto-Millesimů vymřela. Majetek pak přešel na spřízněný rod Rajských z Dubnice. Zámek byl za protektorátu zabrán Němci, roku 1945 tu pobývaly ruské jednotky maršála Malinovského, po roce 1948 byl využíván jako základní škola. V roce 1991 byly budovy (prázdné a v dezolátním stavu) vráceny rodině Rajských. Vladimír Reiský (1923–2001), který se vrátil z emigrace v USA, nechal zámek v letech 1992–1997 zrestaurovat; je využíván k pořádání konferencí a společenských akcí.

## Popis

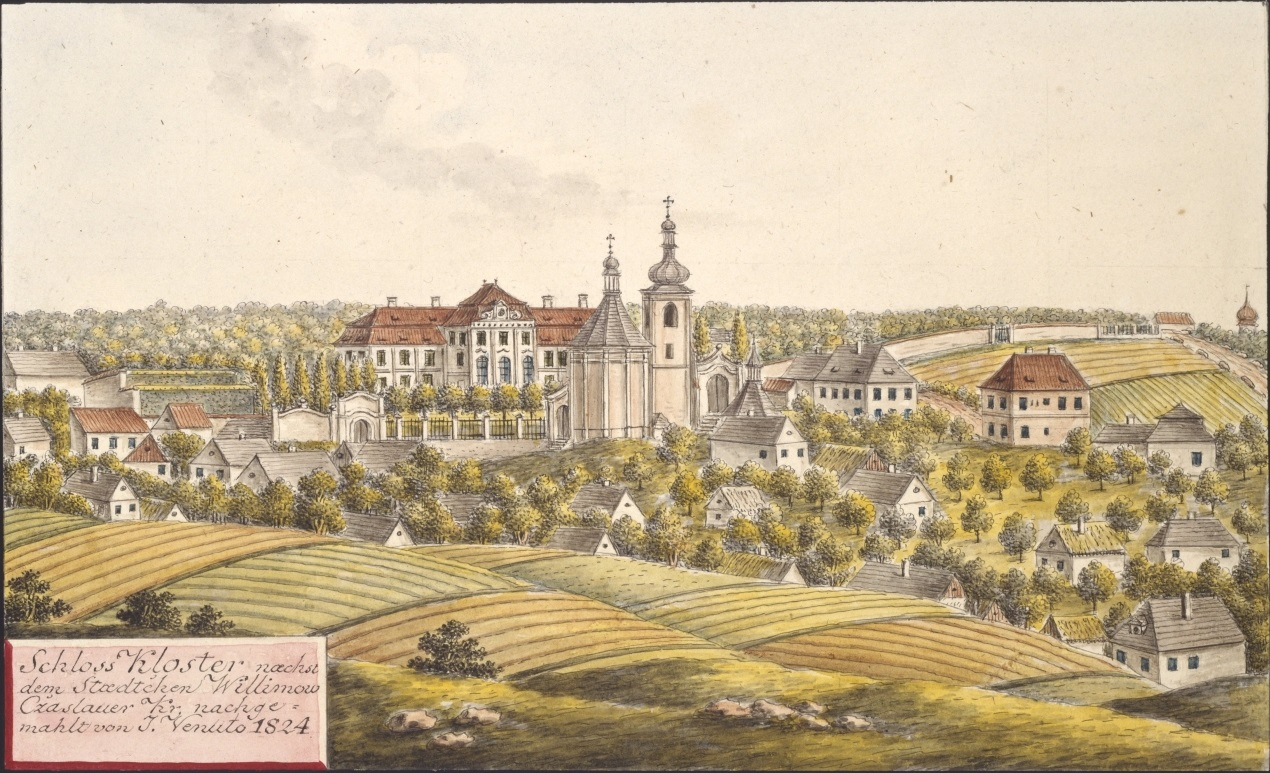
Zámek a jeho okolí v roce 1824

Budova zámku je obdélníkový jednopatrový objekt s krajními rizality, z jehož středu vystupuje o patro vyšší střední křídlo. Střechy jsou mansardové, v přízemí hlavního průčelí orientovaného k severovýchodu je trojice arkád. Před průčelím zámku je čestný dvůr šestiúhelníkového půdorysu s okružní příjezdovou cestou. Naproti průčelí je vstupní brána do zámeckého areálu, na severní straně je pozdně barokní budova bývalé kočárovny.
Za budovou zámku je na jihozápadě rozlehlý park, původně navržený jako francouzská zahrada s ornamentálními záhony; v současné době převládá volnější krajinářská podoba. V severním rohu parku u jeho ohradní zdi býval barokní zahradní pavilon, z něhož se dochovalo členěné průčelí s atikovým štítem; původní pavilon byl přestavěn na ubytovnu.
Na park navazuje zámecká obora, založená kolem poloviny 18. století. Zaujímá plochu asi 11 ha a prochází jí alej starých dubů, která končí na hrázi rybníka.